# Liste der Biografien/De G
Liste der Biografien |
Portal Biografien |
G Personensuche
# |
A |
B |
C |
D |
E |
F |
G |
H |
I |
J |
K |
L |
M |
N |
O |
P |
Q |
R |
S |
T |
U |
V |
W |
X |
Y |
Z |
?
 
Da |
Db |
Dc |
Dd |
De |
Dg |
Dh |
Di |
Dj |
Dk |
Dl |
Dm |
Dn |
Do |
Dq |
Dr |
Ds |
Du |
Dv |
Dw |
Dy |
Dz
 
De A |
De B |
De C |
De D |
De E |
De F |
De G |
De H |
De J |
De K |
De L |
De M |
De N |
De P |
De Q |
De R |
De S |
De T |
De V |
De W |
De Y |
De Z 

Dea |
Deb |
Dec |
Ded |
Dee |
Def |
Deg |
Deh |
Dei |
Dej |
Dek |
Del |
Dem |
Den |
Deo |
Dep |
Deq |
Der |
Des |
Det |
Deu |
Dev |
Dew |
Dex |
Dey |
Dez
Die Liste der Biografien führt alle Personen auf, die in der deutschsprachigen Wikipedia einen Artikel haben. Dieses ist eine Teilliste mit 89 Einträgen von Personen, deren Namen mit den Buchstaben „De G“ beginnt.

## De G

### De Ga
- De Gaál, Emery (* 1956), US-amerikanischer katholischer Theologe
- De Gaetano, Vincent (* 1952), maltesischer Jurist und Richter am Europäischen Gerichtshof für Menschenrechte
- De Gambarini, Elisabetta (1730–1765), englische Komponistin, Mezzosopranistin, Organistin, Cembalistin, Pianistin, Dirigentin und Malerin
- de Gamond, Zoé (1806–1854), belgische Pädagogin und Feministin
- De Gannes, Janae (* 2006), trinidadisch-tobagische Leichtathletin
- De Gasparis, Annibale (1819–1892), italienischer Astronom
- De Gasperi, Alcide (1881–1954), italienischer PolitikerAlcide De Gasperi (1881–1954)

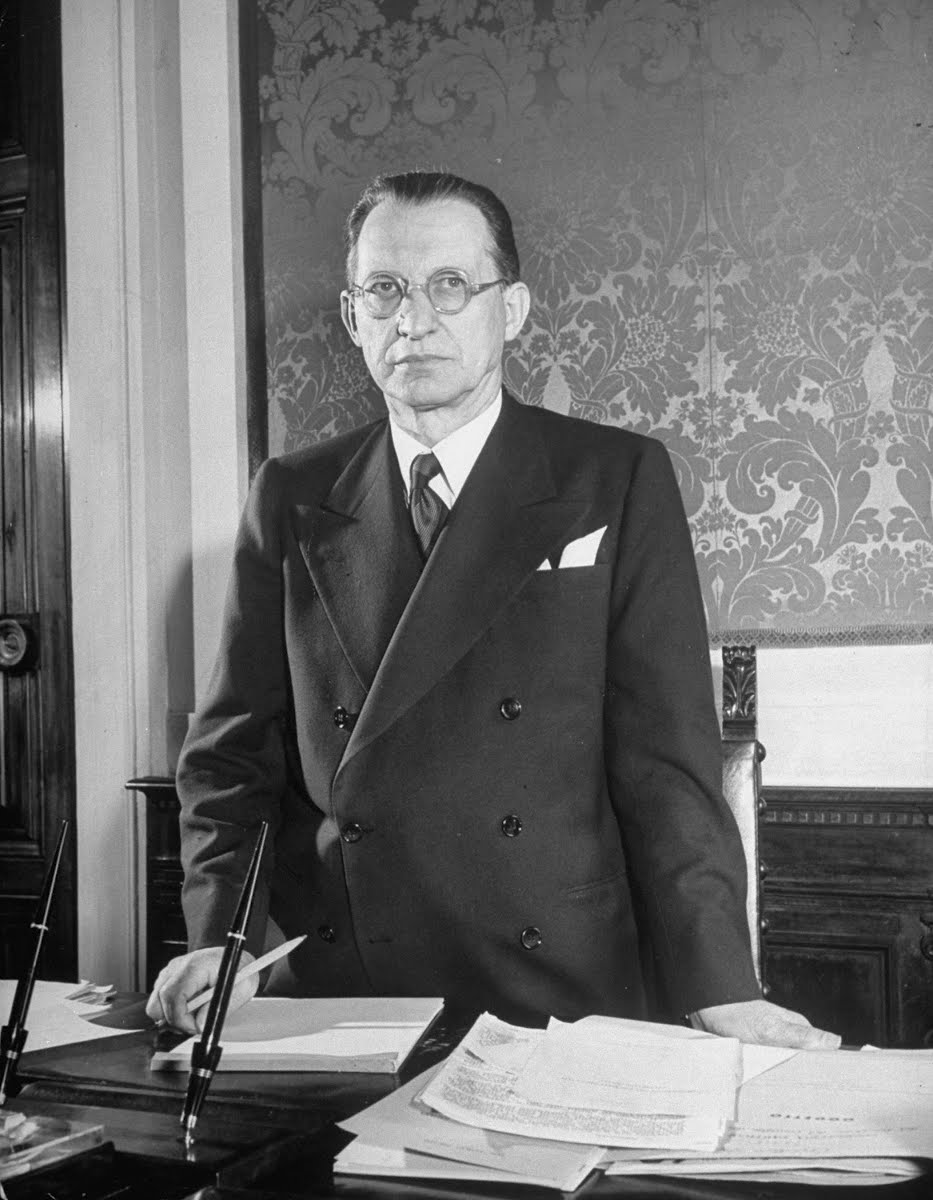
Alcide De Gasperi (1881–1954)

### De Ge
- De Geer, Carl (1720–1778), schwedischer Industrieller, Wissenschaftler und Entomologe
- De Geer, Carl (1747–1805), schwedischer Freiherr und Politiker
- De Geer, Ebba Hult (1882–1969), schwedische Geologin
- De Geer, Ernst (* 1989), schwedischer Drehbuchautor und Filmregisseur
- De Geer, Gerard Jakob (1858–1943), schwedischer Geologe und Politiker, Mitglied des Riksdag
- De Geer, Louis (1818–1896), schwedischer Politiker, Schriftsteller und erster Ministerpräsident von Schweden (Sveriges Statsminister)
- De Geer, Louis (1854–1935), schwedischer Politiker, der für 121 Tage Ministerpräsident von Schweden war
- De Geer, Sten (1886–1933), schwedischer Geograph
- De Geest, Willy (* 1947), belgischer Radsportler
- De Gemini, Franco (1928–2013), italienischer Komponist und Mundharmonikaspieler
- De Gendt, Aimé (* 1994), belgischer Radsportler
- De Gendt, Franky (* 1952), belgischer Radrennfahrer
- De Gendt, Thomas (* 1986), belgischer Radrennfahrer
- De Gennaro, Giovanni (* 1948), italienischer Polizeichef
- De Gennaro, Giovanni (* 1992), italienischer Kanute
- de Gerlache de Gomery, Adrien (1866–1934), belgischer Marineoffizier und PolarforscherAdrien de Gerlache de Gomery (1866–1934)

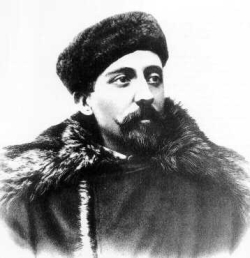
Adrien de Gerlache de Gomery (1866–1934)

- de Gerlache de Gomery, Gaston (1919–2006), belgischer Polarforscher
- de Gerlache, Étienne Constantin (1785–1871), belgischer Staatsmann

### De Gh
- de Ghelderode, Michel (1898–1962), belgischer Autor
- de Ghersem, Géry († 1630), franko-flämischer Komponist der späten Renaissance

### De Gi
- De Giacomo, Angela (* 1981), deutsche Unternehmerin und Investorin
- De Giorgi, Elsa (1914–1997), italienische Schauspielerin, Schriftstellerin und Filmregisseurin
- De Giorgi, Emanuele (1973–1988), Schüler
- De Giorgi, Ennio (1928–1996), italienischer Mathematiker
- De Giorgi, Salvatore (* 1930), italienischer Geistlicher, emeritierter römisch-katholischer Erzbischof von Palermo
- De Giosa, Nicola (1819–1885), italienischer Komponist und Dirigent
- De Giovanni, Biagio (* 1931), italienischer Philosoph, Hochschullehrer und Politiker, MdEP
- De Giovanni, Maurizio (* 1958), italienischer Schriftsteller
- De Giraud, Théophile (* 1968), belgischer Philosoph, Autor und Aktivist des Antinatalismus
- De Girolamo, Nunzia (* 1975), italienische Politikerin der Forza Italia

### De Gl
- De Glehn, Jane (1873–1961), US-amerikanische Porträtmalerin

### De Go
- De Goldi, Kate (* 1959), neuseeländische Autorin
- De Gorter, Harry, Agrarökonom
- De Gouveia, Francisco Fortunato (* 1951), südafrikanischer Geistlicher und emeritierter römisch-katholischer Bischof von Oudtshoorn
- De Gouw, Jessica (* 1988), australische Schauspielerin

### De Gr
- De Graaff, Jan (1903–1989), US-amerikanischer Gärtner niederländischer Herkunft
- De Graef, Garry (* 1974), belgischer Fußballspieler
- De Graeve, Alois (1896–1970), belgischer Bahnradsportler
- De Graff, John I. (1783–1848), US-amerikanischer Politiker
- De Graffenreid, Reese C. (1859–1902), US-amerikanischer Politiker
- De Gramont, Nina, amerikanische Schriftstellerin
- de Grand Ry, Jules (1880–1966), belgischer Staatsbeamter und Bürgermeister von Eupen
- De Grande, Lindsey (* 1989), belgische Leichtathletin
- De Grasse, Andre (* 1994), kanadischer SprinterAndre De Grasse (* 1994)

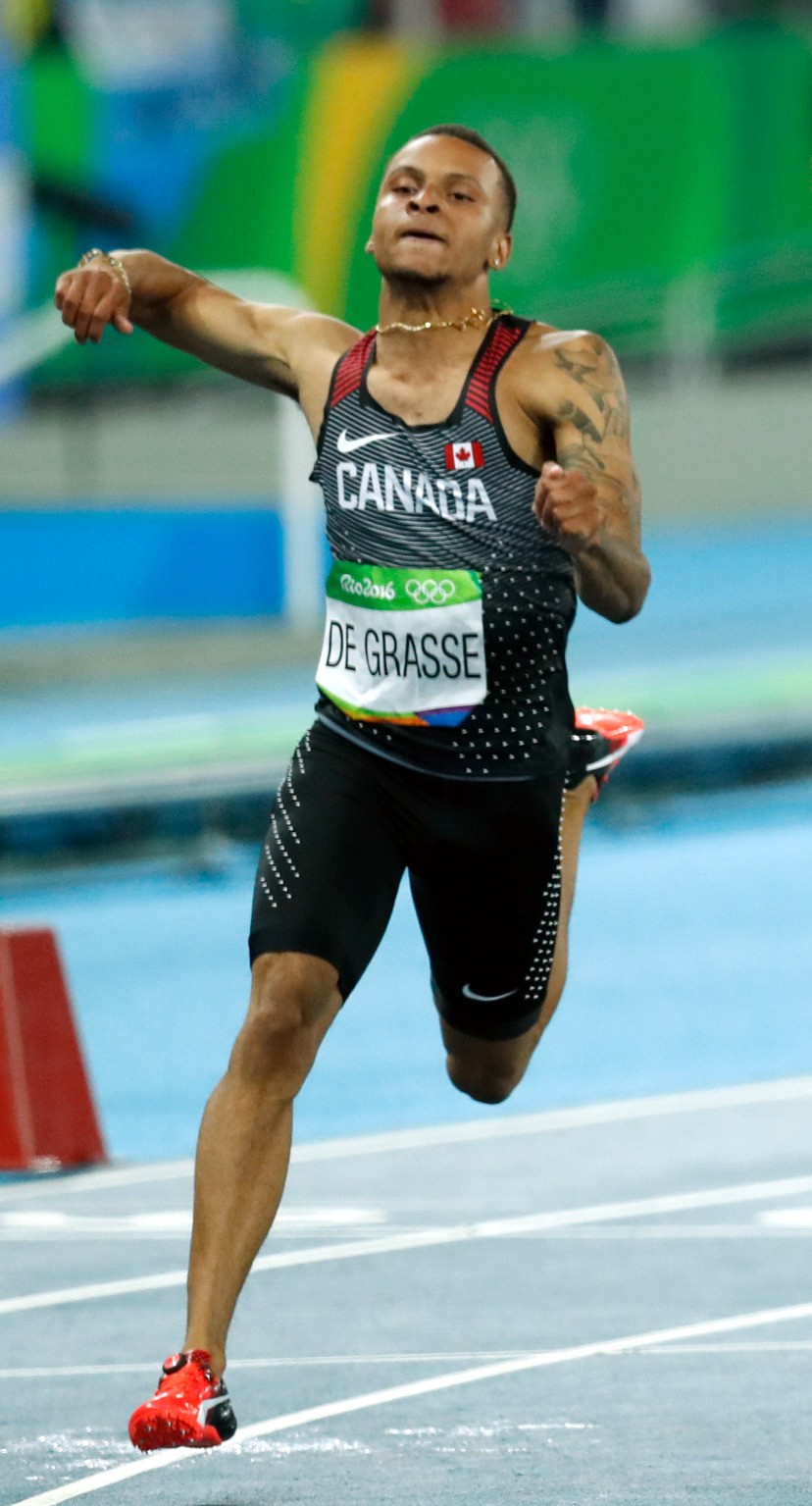
Andre De Grasse (* 1994)

- De Grasse, Joseph (1873–1940), kanadischer Schauspieler und Filmregisseur
- De Grasse, Robert (1900–1971), US-amerikanischer Kameramann
- De Grassi, Dario (1939–2013), italienischer Schauspieler und Synchronsprecher
- De Grauwe, Paul (* 1946), belgischer Wirtschaftswissenschaftler und Hochschullehrer
- De Grazia, Alfred (1919–2014), US-amerikanischer Politikwissenschaftler
- De Greef, Arthur (1862–1940), belgischer Pianist und Komponist
- De Greef, Arthur (* 1992), belgischer Tennisspieler
- De Greef, Francis (* 1985), belgischer Radrennfahrer
- De Greef, Walter (* 1957), belgischer Fußballspieler
- De Gregori, Francesco (* 1951), italienischer Cantautore (Liedermacher)
- De Gregori, Luigi (1874–1947), italienischer Bibliothekar
- De Gregorio, Emmanuele (1758–1839), italienischer Bischof und Kurienkardinal
- De Gregorio, Leopoldo († 1785), sizilianischer Beamter und Politiker in spanischen Diensten
- De Gregorio, Sergio (1946–1966), italienischer Schwimmer
- De Gregorio, Toni (1931–2006), italienischer Dokumentar- und Fernsehregisseur
- De Grève, Ferdinand (1910–1980), belgischer Beamter und Widerstandskämpfer
- De Grève, Marcel (1922–2002), belgischer romanistischer Literarhistoriker und Fremdsprachendidaktiker
- De Grey, Aubrey (* 1963), britischer Biogerontologe und BioinformatikerAubrey de Grey (* 1963)

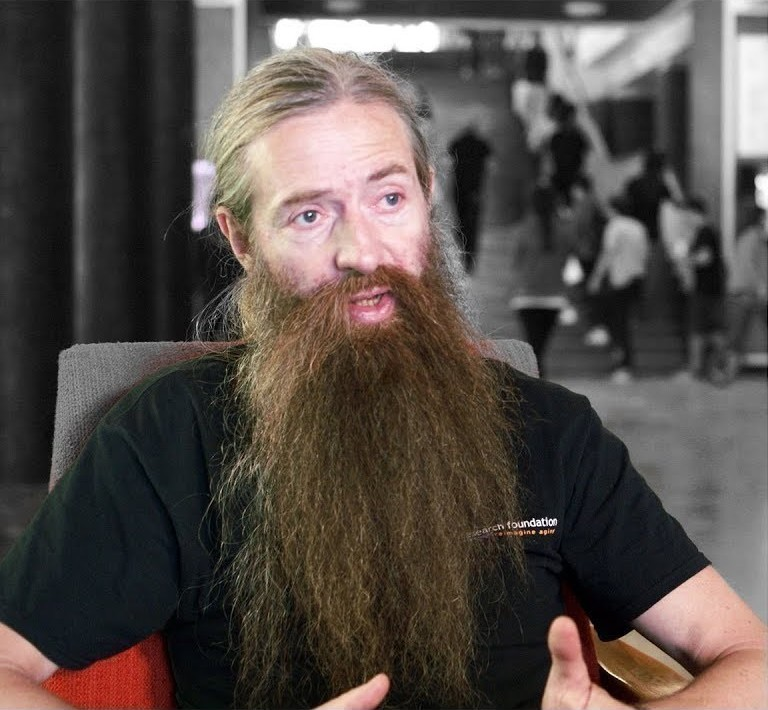
Aubrey de Grey (* 1963)

- De Grey, Nigel (1886–1951), britischer Kryptologe
- De Grey, Thomas, 2. Earl de Grey (1781–1859), britischer Adliger und Politiker
- De Grisantis, Vito (1941–2010), italienischer Geistlicher, römisch-katholischer Bischof von Ugento-Santa Maria di Leuca
- de Groef, Jan (* 1948), belgischer Ordensgeistlicher, Bischof von Bethlehem in Südafrika
- De Groft, Aaron (1965–2025), US-amerikanischer Museumsleiter
- De Groodt, Stéphane (* 1966), belgischer Schauspieler
- De Groot, Bob (1941–2023), belgischer Comiczeichner
- De Groot, Francis (1888–1969), irisch-australischer Politiker, Führungspersönlichkeit der australischen Nationalsozialisten
- De Groot, Jean (* 1948), US-amerikanische Philosophin
- de Groot, Thérèse (1930–2011), slowenisch-niederländische Malerin und Bildhauerin
- De Groote, Jacques (1927–2024), belgischer Finanzier und Bankier
- De Groote, Michel (* 1955), belgischer Fußballspieler
- De Groux, Charles (1825–1870), belgischer Maler und Illustrator
- De Groux, Henry (1866–1930), belgischer Maler des Symbolismus
- De Gruben, Hervé (1894–1967), belgischer Diplomat
- De Gruchy, Bill (* 1930), australischer Sprinter

### De Gu
- De Gubernatis, Angelo (1840–1913), italienischer Orientalist, Literaturhistoriker und Dramatiker
- De Gucht, Jean-Jacques (* 1983), belgischer Politiker (Open VLD)
- De Gucht, Karel (* 1954), belgischer Politiker, MdEP und EU-Kommissar
- De Guingand, Freddie (1900–1979), britischer Generalmajor, Industriemanager